# Demoleus heptapus
Demoleus heptapus is een eenoogkreeftjessoort uit de familie van de Pandaridae. De wetenschappelijke naam van de soort is voor het eerst geldig gepubliceerd in 1821 door Otto.